# Арнолд II фон Бентхайм-Щайнфурт
Арнолд II фон Бентхайм-Щайнфурт (на немски: Arnold II von Bentheim-Steinfurt; * 1497; † 19 август 1553) от род Бентхайм-Щайнфурт е от 1498 г. като Арнолд II граф на Щайнфурт и от 1530 г. като Арнолд I граф на Бентхайм.
Той е син на граф Ебервин II фон Бентхайм-Щайнфурт (1467 – 1498), от 1495 г. първият граф на Щайнфурт (1466 – 1498), и съпругата му Аделхайд фон Хоя (ок. 1470 – 1515), дъщеря на граф Ото VI фон Хоя († 1494) и Анна фон Липе († ок. 1533). Внук е на граф Арнолд I фон Бентхайм-Щайнфурт, господар на Щайнфурт († 1466), и Катарина фон Гемен († 1502).
След смъртта на баща му той става 1498 г. шеф на старата линия на фамилията Бентхайм-Щайнфурт и получава така Щайнфурт, Гронау, Вефелингховен (½) и Ливендал. От 1498 до 1522 г. е под опекунството на Ебервин II фон Бентхайм-Бентхайм († 1530), когото наследява през 1530 г. според наследствения договор от 1487 г.
Майка му Аделхайд фон Хоя се омъжва втори път 1503 г. за граф Филип III фон Валдек-Айзенберг (1486 – 1539) и той е полубрат на граф Волрад II фон Валдек-Айзенберг (1509 – 1575). Сестра му Катарина е 1535 г. монахиня във Виетмаршен.

## Фамилия
Арнолд II се жени през 1517 г. за Мария фон Бентхайм (* 1500; † 1527), дъщеря на граф Евервин II фон Бентхайм (1461 – 1530) и първата му съпруга принцеса Ингебург фон Мекленбург-Щаргард (* ок. 1450 – 1509). Те нямат деца.
Арнолд II се жени втори път през 1530 г. за Валбурга ван Бредероде-Нойенар (* 8 януари 1512; † 6 януари 1567), дъщеря на Валравен II ван Бредероде, господар на Бредероде (1462 – 1531) и втората му съпруга Анна фон Нойенар († 1535). Те имат децата:
- Агнес (1531 – 1589), омъжена I. 1552 г. за граф Йохан II фон Ритберг (ок. 1530 – 1562), II. ок. 1568 г. за граф Ото VII фон Хоя-Бруххаузен (1530 – 1582)
- Ебервин III (1536 – 1562), граф на Бентхайм-Щайнфурт (1544 – 1562), от 1557 г. също граф на Текленбург и господар на Реда, женен за графиня Анна фон Текленбург-Шверин (1532 – 1582), наследничка на Текленбург и Реда
- Арнолд (1538 – 1566), граф на Бентхайм-Щайнфурт, женен 1560 г. за принцеса Магдалена София фон Брауншвайг-Люнебург-Целе (1540 – 1586), дъщеря на херцог Ернст I фон Брауншвайг-Люнебург